# ヒトの髪の色

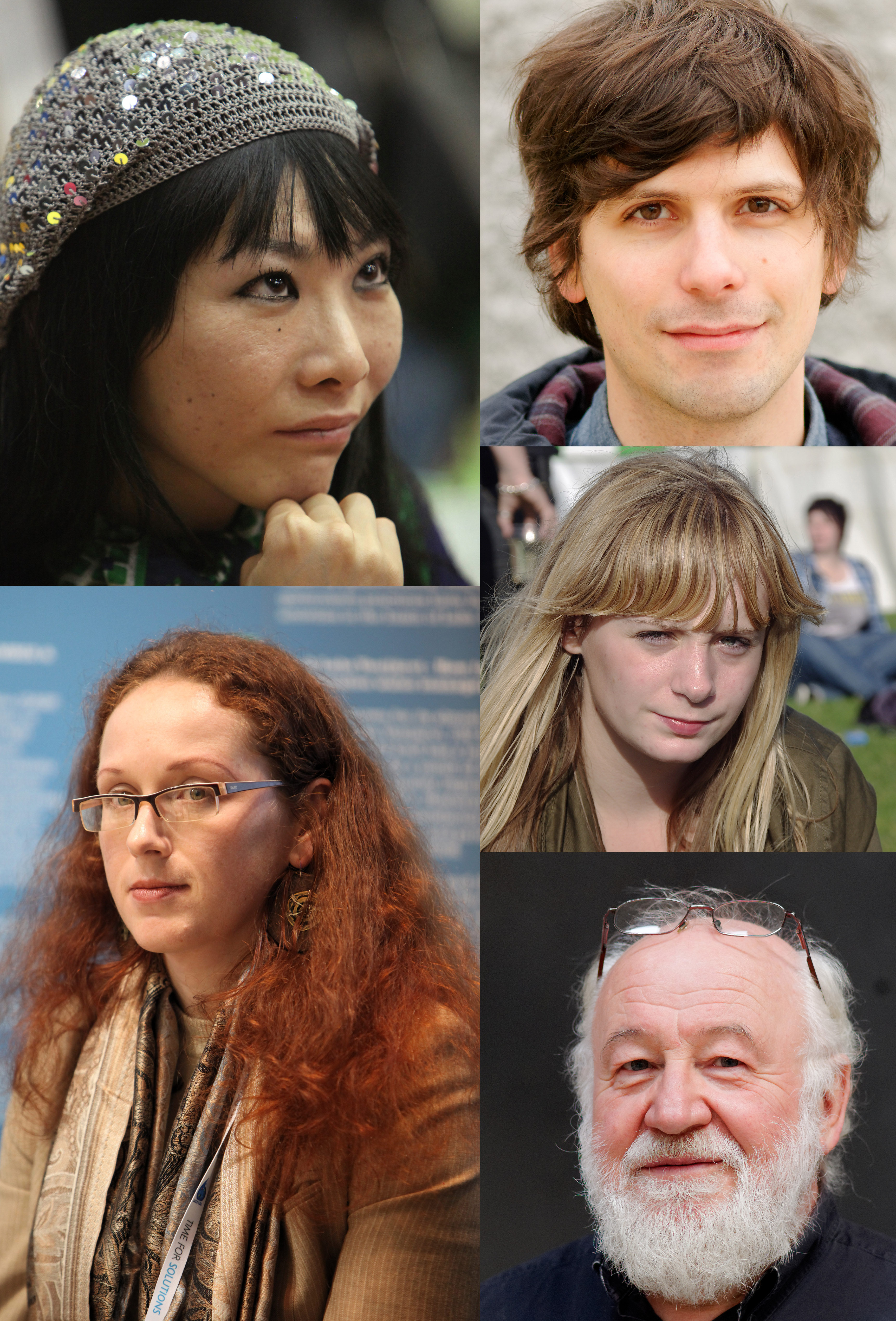
ヒトの髪の色の種類

ヒトの髪の色（ヒトのかみのいろ）では、ヒトにおける頭髪の色について記述する。

## 概要
ヒトの髪の色はユーメラニンとフェオメラニンと呼ばれる物質により決まる。
毛髪をはじめとするヒトの体毛は、地域や民族によりさまざまで、白色・淡褐色・栗色・金色・赤褐色・黒色など実に多様な色がある。体毛にユーメラニンが多いとその色は濃く、フェオメラニンが多いと赤みを帯びた色になる。毛髪の色が淡い人種では、人によっては成長につれ毛髪が次第に濃い色へ変化することもある。また高齢になるにしたがい髪の色が薄くなり、灰色や銀色や白色になることはほとんどの人種で起きる。
毛髪の色は、地域や民族によって様々な違いがある。黒髪はネグロイド・モンゴロイド・オーストラロイド・コーカソイド（いわゆる四大人種）に共通に見ることができる。栗毛・赤毛などの毛髪はオーストラロイド、コーカソイドなどで見ることができる。また栗毛はモンゴロイドにも見られ、金髪・赤毛はオーストラロイドにも見ることができる。なお、同じ民族の間でも毛髪の色には明確な個人差がある。だが、高齢になるにしたがい、ほぼ全ての民族で、みな灰色や銀色や白色になってゆき、つまりその結果、ついには色の民族差や個人差が無くなってゆく。
また、髪の色は染髪により、自然には見られない人工的な色に着色することも可能である。

## メラニンの作用
毛髪の色はメラニンによるものである。メラニンには、黒〜茶褐色のユーメラニン（真性メラニン）と、赤褐色 - 黄色のフェオメラニンの2種類がある。色の濃淡はユーメラニンにより決定され、黄色み・赤みはフェオメラニンに左右される。つまり、ユーメラニンが多ければ毛髪の色は黒色に近付き、フェオメラニンが多ければ暖色に近付く。フェオメラニンは赤褐色の色素であるが、濃度が低いと黄色や象牙色を呈する。つまり、毛髪の黄色み・赤みは同一の色素によるものである。ほとんどの人々はこれらの二種類の色素を混合して持っている。
フェオメラニンはユーメラニンよりも化学的に安定しており、毛髪が酸化された場合には、ユーメラニンから先に破壊されていく。エジプトのミイラが赤い髪を持っているのは、ミイラの頭髪のユーメラニンが失われてしまったにもかかわらず、フェオメラニンがまだ存在しているためである。また、髪の脱色（ブリーチ剤）を行ったときに濃い色の髪が脱色につれて赤色に変化していくのもこの理由による。髪の脱色の際にユーメラニンは急速に破壊されてしまうが、フェオメラニンは比較的ゆっくりと破壊される。フェオメラニンが破壊されると髪はオレンジ色になり、次第に黄色へと近付いていく。

### 加齢による髪の色の変化

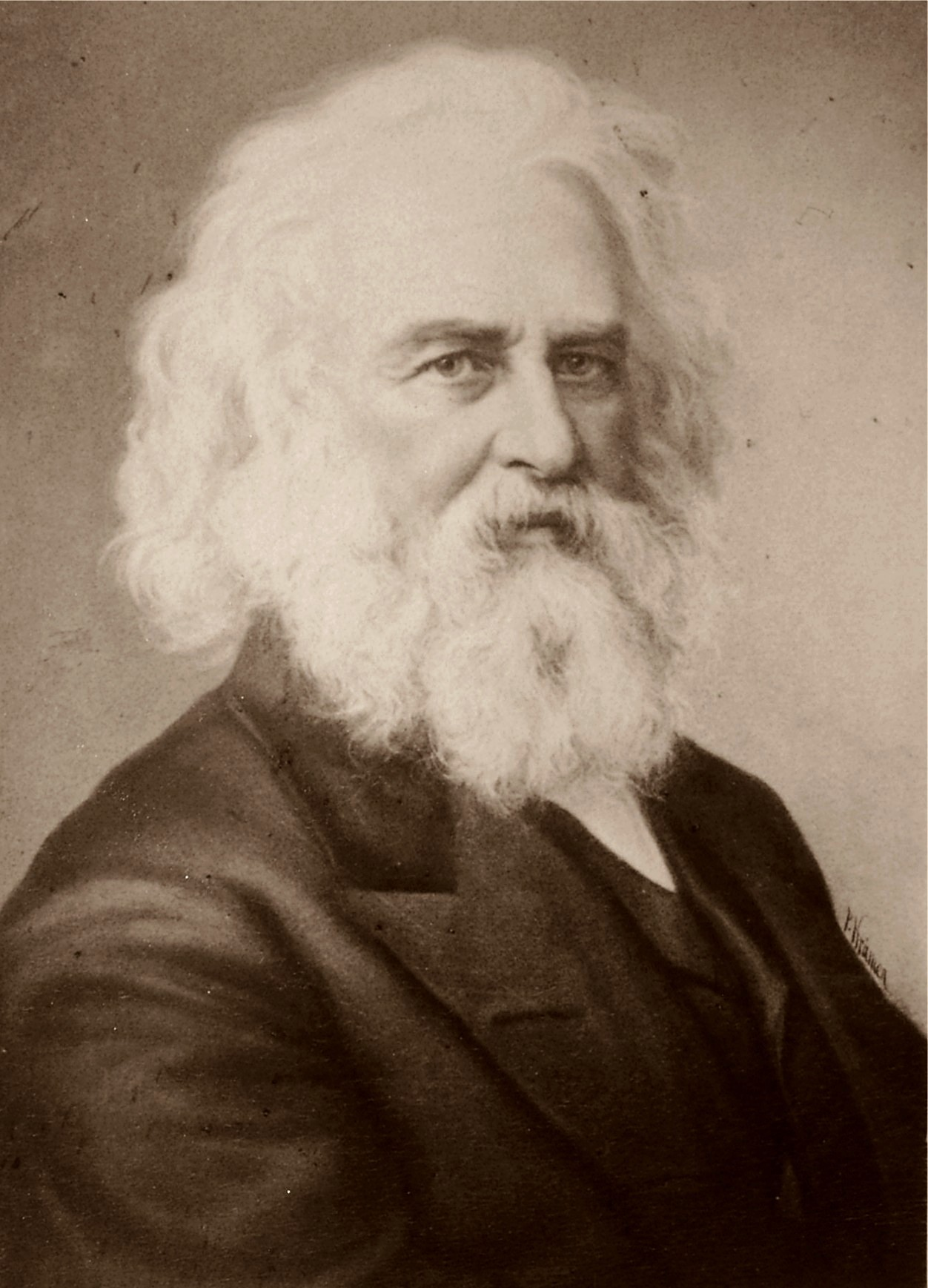
白髪の男性（ヘンリー・ワズワース・ロングフェロー）。髭も白色に変化している。

年を取るにつれて人間の毛髪は自然に変色していき、通常は生まれつきの色から灰色へ、そして白色に変化していく。40パーセント以上のアメリカ人は、40歳の誕生日を迎える頃には多くの白髪を持つようになる。しかし、白髪は十代や二十代、場合によっては幼児期にさえ現れることもある。ある人物が白髪になり始める時期の決定は、年を取ってからにせよ早期からのものにせよ、ほとんどは遺伝に基づくものであると見なされている。時には遺伝的な理由によって、生まれながらの白髪を持つ人々もいる。
しかし、白髪は年配のものというイメージは強くあり、「白髪」という単語そのものが老人の代名詞となることもある。例として、中国には「白头偕老」（白頭偕老）という表現があり、これは「白髪になるまで共にいる」という意味で、結婚式などで新郎新婦に対してよく使われる表現である。そのため若く見られたい人の多くが、自分の白髪の量を少なく見せるために染髪料を使っている。
加齢による髪の色の変化は、毛根でメラニンの生産が中止された後も、色素なしで新しい髪が伸びることで、髪の色素がゆるやかに減少していくために起こる。Bcl2とMitfの二つの遺伝子が、白髪の発生の過程に関係していると考えられている。毛嚢の基部にある幹細胞が、毛髪や肌の色素の生産と保持を行う細胞であるメラノサイトの発生を受け持っている。メラノサイトを生み出す幹細胞の死により、毛髪は白髪に変化し始める。
毛髪の産生には毛髪そのものの幹細胞と、メラニンを供給している幹細胞が関与しており、その両方が存在してはじめて黒くなる。メラニン産生の幹細胞は造血幹細胞ニッチに存在しているが、ストレスがかかったり、加齢によりニッチから移動してしまう。この幹細胞は造血幹細胞ニッチでしか存在出来ないために死んでしまい、その結果メラニンが作られなくなり、毛髪は一生白髪のままとなる。
いかなる特殊な食品や、ビタミンやプロテインなどの栄養サプリメントも、白髪の発生を防いだり遅らせるための有効な手段とはなりえないにもかかわらず、多くの白髪を防ぐための商品が長年にわたり販売されている。しかしながら、この状況は将来変化するかもしれない。白血病患者の治療を行っているフランス人科学者達によって、予期しない副作用を持つ抗がん剤が発見された。これらの抗がん剤を投与された幾人かの患者は、進行中の白髪頭からの回復を示した。
1996年のBMJ誌において、J・G・モーズリー主導の研究により、喫煙が早期の白髪の原因となる可能性があることが指摘された。この研究で、喫煙者は非喫煙者と比べて4倍の確率で若年期に白髪が発生することが発見された。
ミイラや土葬された死体の毛髪は、長い時間をかけて変色していくことがある。毛髪には黒褐色のユーメラニンと赤橙色のフェオメラニンが含まれている。フェオメラニンはユーメラニンよりも遥かに安定しており、毛髪に含まれるフェオメラニンはユーメラニンよりも長期間保存される。毛髪の色は、状況によってより急速に変化する。湿気の多い酸素の不足した状況（木材や漆喰の棺による埋葬など）よりも、乾燥した酸化されやすい状況（砂や氷による埋葬など）のもとでは、毛髪の変化は比較的緩やかである。
ハーバード大学医学部によると、白髪になったり、ハゲたりするのは宿命で、いろいろな治療法があるが、基本的には効果がないそうだ。

## 髪の色に関わる病気
古くから病気で髪色が変わることは知られており、聖書の『レビ記』第13章には腫物や傷の個所の毛を確認し、白や黄色の変色がある場合は伝染性の病気（ツァラアト）の証拠とする記述がいくつもある（第37節では逆に患部の毛が黒く戻れば治癒と判断する記述もある）。
先天性白皮症の人の毛髪は銀髪ないし金髪である。これは、メラニンの生合成をつかさどる遺伝子の欠損により、全身にメラニンの欠乏が起こるためである。
尋常性白斑症は、自己免疫疾患の結果により引き起こされることがある毛髪や皮膚の色の部分的な欠落である。
また、栄養失調は髪の色を薄く、髪質を細く脆いものにすることが知られている。このメラニンの生産の不足により、濃い色の髪が赤毛や金髪になることがある。この症状は適切な栄養により回復する。
ウェルナー症候群や悪性貧血も早期の白髪の原因となることがある。慢性胃腸疾患、マラリア、甲状腺疾患、脳下垂体機能低下症、円形脱毛症などの病気に罹患していると、急激に白髪が増えたり、一部分に集中して白髪が発生することがある。
白髪の髪に白髪でない眉を持つ50 - 70歳代の人々は、髪・眉共に白髪である人々と比べて、成人性糖尿病を持つ人々との相関関係を持っていることが示された。
電子ビームによる脱毛や化学療法によって引き起こされた炎症過程の後に、白髪が一時的に濃い色の体毛に戻ることがある。人間の白髪の発生に関わる生理学は、いまだ不明確な部分が数多く残されている。
長期ストレスによって白髪になる症状は、Canities subitaと呼ばれる。ストレスがなくなると、白髪から色が戻る報告もある。

## 文学の中に見られる短期的変化
古くから恐怖や強いストレスによって白髪化したという表現が見られ、10世紀中頃成立の『土佐日記』には、「海賊むくいせむといふなる事を思ふ上に、海のまた恐ろしければ、頭（かしら）もみな白けぬ」（海賊の恐怖から白髪となった）とあり、13世紀成立の『十訓抄』には、藤原顕光が11世紀の事件（強いストレス）をきっかけに一夜にして白髪化したことが記述されている。また、小説の題材として、『白髪鬼』がある。
文学以外では、能の演目『歌占』（四番目物）において、伊勢二見浦の神職・渡会家次が急死して3日後に蘇生するも地獄を見て来た恐怖から白髪化する内容（能の現行演目一覧も参照）。
海外では「マリー・アントワネット症候群」(Marie Antoinette syndrome)と称される。この他の伝説としては、『千字文』の撰者・周興嗣（6世紀前半）が皇帝の命を受けた際、一晩で詩を作ったために白髪となったという伝説が9世紀半ばに確認でき、それゆえに千字文の別名を「白首文」というようになったと語られる（詳細は「周興嗣#『千字文』にかかわる伝承」を参照）。
これらの記述は、研究により誇張法による表現であることが証明されつつある（髪の毛の色は生え変わるまで変わらないため、全ての髪の色が白髪に生え変わるまでどんなに早くても3年程度かかる。ただし毛髪のサイクルによってはあっという間に白髪だらけになったように見える可能性は否定しきれない）。

## 遺伝
少なくとも二つの遺伝子対が、人間の毛髪の色の決定に関わっている。一対は栗毛と金髪の決定に関わる遺伝子対であり、顕性遺伝である栗毛と、潜性遺伝である金髪の対立遺伝子が存在する。ある人間が栗毛の遺伝子を持った場合には、その人間は栗毛を持つ。持っていなければ金髪となる。また、これにより共に栗毛の両親から、金髪の子供が生まれる理由が説明可能である。もう一対の遺伝子対は赤毛であるか赤毛でないかの決定に関わる遺伝子対であり、顕性遺伝である赤毛でない髪の（フェオメラニンの生産を抑制する）遺伝子と、潜性遺伝である赤毛の対立遺伝子が存在する。これらの二つの遺伝子対が髪の色の決定に関わっていることにより、赤毛の遺伝子対を持つ人間は赤毛を持つ事になるが、一つ目の遺伝子対から栗毛か金髪のどちらが与えられるかによって、赤褐色の髪を持つか、あるいは明るいオレンジ色の赤毛になるかが決定する。金髪のためと赤毛のための潜性遺伝子は一部の人種で発見することができる。また、一般に濃い色の肌の人種と関連している黒い髪の遺伝子もある。
しかしながら、この二つの遺伝子対によるモデルでは、栗毛や金髪、赤毛の中にも多様な色合い（例えばプラチナブロンドとダークブロンド）が存在する理由や、また、ある金髪を持つ子供が成長するにつれて栗毛に変わることがあるのに、別の金髪の子供は成長後も金髪である理由を説明できない。ある研究によれば、蓄積することにより効果を持つ、淡い色の髪と濃い色の髪を決定する幾つかの遺伝子対が存在している。これに従えば、これらの顕性遺伝子が多ければ多いほど、毛髪の色は濃い色を示すようになる。

## 基本的な髪の色
天然に見られる髪の色には、基本として金髪、赤毛、栗毛、黒髪があり、その人の出身である民族に由来する。髪の色は基本的に肌の色や瞳の色とも相関関係があり、場合によっては病気とも関連しており、皮膚癌や白皮症の患者は金髪や赤毛を持つことがある。

### 黒髪

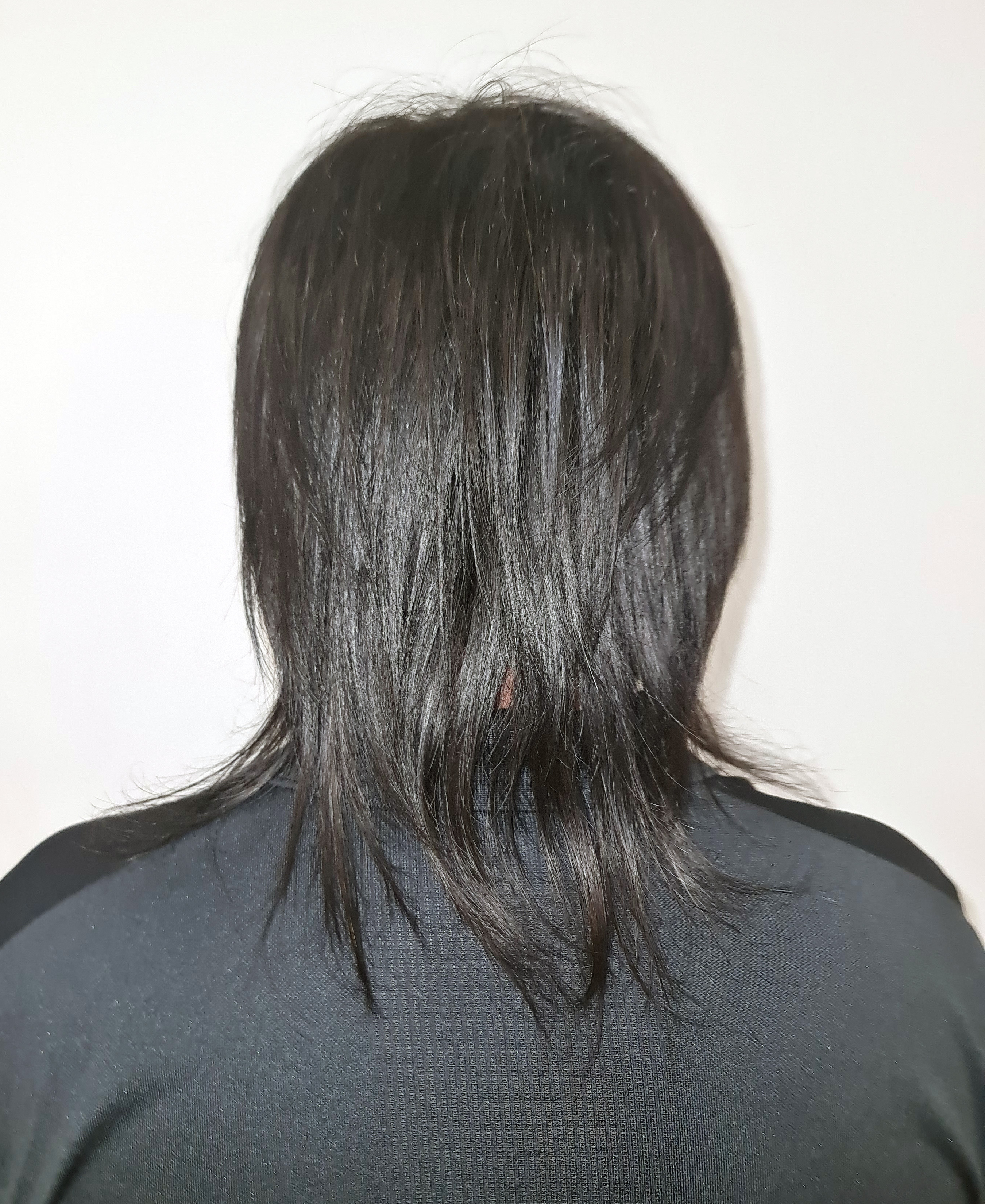
黒髪

黒髪は、人類が誕生した大陸とされるアフリカ、人類がアフリカを出て（出アフリカ）まずたどり着いた場所である中東、そして人類はおもに西方面と東方面に分かれて進み、西方面は地中海の北岸（トルコ、ギリシア、イタリア、南フランス、スペインなど）、東方面は中央アジア、南アジア、東アジア、さらにベーリング海峡を越えて移動した先のアメリカ先住民（北米の先住民および南米の先住民）、また太平洋諸島出身の民族で見られ、地球上の広域に広がっている髪の色である。（ただし黒髪は北欧の民族、特にスカンディナヴィア半島の民族ではほとんど見られない。）黒髪には大量のユーメラニンが含まれており、毛髪の太さや髪の量、遺伝的性質において栗毛とほぼ同様である。

### 栗毛

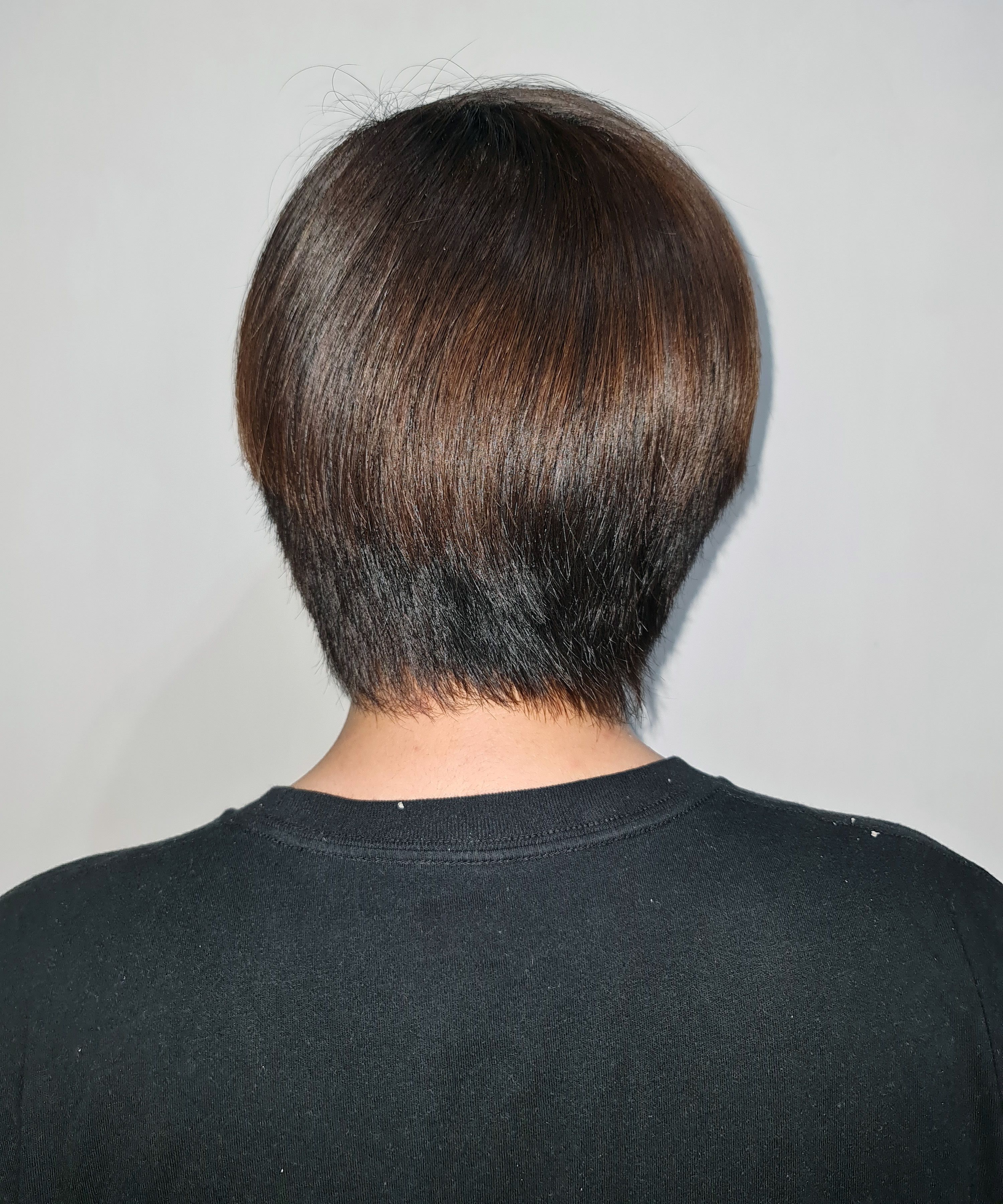
栗毛

栗毛はあらゆる地域で見られ、多くの場合は地中海沿岸や中東、さらにはスカンジナビア出身の民族においてすら、最もありふれた髪の色である。栗毛と金髪は共通の遺伝子に基づいている。栗毛は黒髪ほどには一般的ではない。
フランス語で栗毛の若い女性は「ブリュネット (Brunette) 」と表現される。英語ではこの用語は黒髪に対しても用いられる。
栗毛はあらゆる種類の瞳や皮膚の色と同時に現れる可能性がある。栗毛は金髪よりも多くのユーメラニンを含んでいるが、黒髪の遺伝子と違ってフェオメラニンも含んでいる。栗毛の人々は中程度の太さの毛髪を持ち、黒髪と同じく平均して10万本の毛髪を持っている。

### 金髪

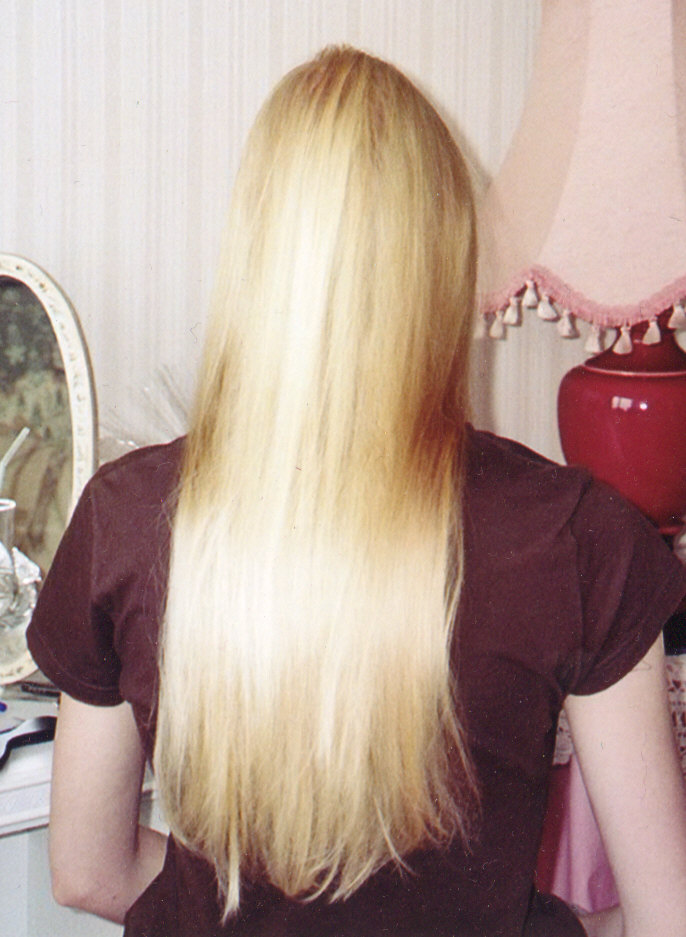
金髪

金髪（ブロンド）は人間には比較的に稀にしか見られない髪色で、全人口の内で1.7パーセントから2パーセントしか見られない。
基本的に、金髪は鳶色・青などの明るい瞳の色や、ピンクベースの、しばしばそばかすのある肌と関連している（しかしながら、オーストラリアのアボリジニのような、浅黒い肌を持つ人々の間に一般的に現れることもある）。金髪の種類は（プラチナブロンド、トゥーヘアード）から、暗い色のダークブロンドにまで及ぶ。ストロベリーブロンドは金髪と赤毛の混じった珍しい髪の色である。金髪は劣性遺伝である。金髪はユーメラニンよりもフェオメラニンを多く含んでいるが、赤毛ほど多くはない。天然の金髪は最も細いが、他の色の髪より毛数が比較的多く、金髪の人は平均して14万本の毛髪を持っている。
子供の頃は金髪であるが、年をとるに従って、色が濃くなり、成人する頃には茶や黒に変わる人も多い。フランス語で金髪を意味する「fr:tête blonde」という単語は、子供という意味を含んでいる。

### 赤毛

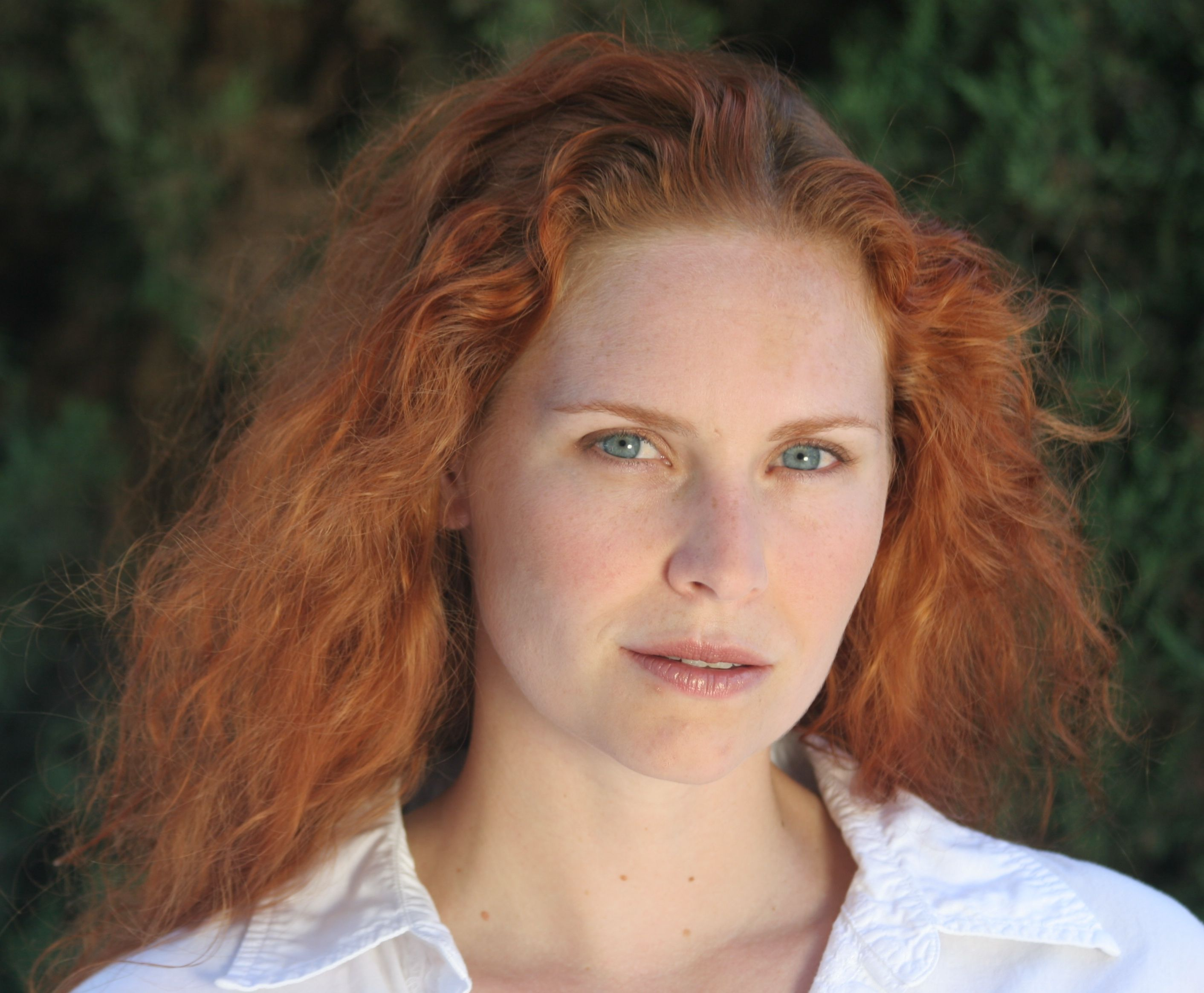
赤毛

赤毛（赤髪、レッドヘアー）は全世界的に最も珍しい色の髪であり、スコットランドやアイルランドで比較的多く見られる。アメリカ合衆国では人口の2パーセントが赤毛である。赤毛の色は鮮やかなイチゴ色から、深い赤褐色やワイン色にまで及び、主に白人の間で見られる。
赤毛は遺伝子Mc1rの突然変異によって引き起こされる劣性遺伝であると考えられている。基本的に、赤毛は明るい瞳の色と、色白の肌と関連している。赤毛は最も多量のフェオメラニンと、最も少量のユーメラニンを含んでいる。天然の赤毛は最も太い毛髪と、最も少量の毛髪を持っており、その数は平均して9万本である。
赤毛の人を指す英語にginger、ginga（ジンジャー）という呼び方があるが、これは差別的な意味合いを含んだ悪い言葉である。古くからイギリス人の間には、赤毛の人に対する偏見があった。12世紀に成立した『アルフレッドの箴言』には、暴言家、泥棒などと並べて「赤毛の人を避けよ」という教えが書かれている。シャーロック・ホームズが活躍するコナン・ドイルの推理小説『赤毛組合』の設定も、赤毛に対する偏見を知らなければ理解できない。イギリスほどではないが、イギリス文化の影響を受けたアメリカやカナダでは、「赤毛のアン」の赤毛の主人公の扱いに見られるように赤毛に対する偏見が残っていたようである。19世紀末期のフランスを舞台にした児童文学「にんじん」でも、主人公の少年は赤毛ゆえに「にんじん」と呼ばれ、不当な使いを受けている設定である。現在では、赤い髪は英語ではreddish（レディシュ「赤味がかった」）と呼ばれる。
21世紀の時代でも偏見は残っており、赤毛をだしにしたジョークにより、傷つく人も多い。オランダのブレダでは、2014年から毎年開催される「赤毛の日」と呼ばれる赤毛の参加者たちが集まるフェスティバルがあり、世界中の赤毛の人たちがこの地のフェスティバルに訪れて赤毛の参加者人数が年々増加傾向に増えつつある。この手の催しは、フランスなどでも行われている。

### 銀髪・白髪
銀髪若しくは白髪は、色素とメラニンの欠落によって生じる。灰・白色の色素に起因するものではない。

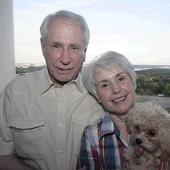
高齢となり、ともに白髪となった夫婦

銀髪・白髪は老化によって誰にでも生じる。人生のある時点から毛根にある細胞は色素をつくることをやめ、髪が白くなり始める。コーカソイドは30代半ば、モンゴロイドは30代後半、ネグロイドは40代後半から髪が白くなり始める。なお、老化による白髪というのは、髪の毛全部が一様に均一に灰色や白色なってゆくのではなく、まずは、ごく一部の毛髪から、つまり数本だけ真っ白の白髪になってゆく。つまり、ふと気づくと数本の白髪が混じっている状態になる。その状態ではその数本の白髪ばかりがやたらと目立つので、たいていの人はその数本の白い毛髪だけ切って取り除いたり染めたりするが、やがて年齢を重ねるにつれ、気づくと混じっている白髪の本数が数十本や百本を越えるまで増えてゆき、そこまでの本数になるといちいち切ったり染めたりしていられなくなり白髪をそのまま放置するようになり、やがて髪の毛全体の半分だとか半分以上が白髪になってゆき、髪の毛全体の遠目の印象が変化してゆく。
また白髪は光の反射の具合によっても出現する。
なお10代など非常に若い頃に白髪・銀髪となる人も存在し、そういう例を若白髪（英語：canities）と呼ぶ。アルビノの子供は生まれつき白髪・銀髪を持つこともある。
その他に白髪になる原因として、遺伝子疾患や加齢の他、甲状腺機能障害やワールデンブルグ症候群、ビタミンB12欠乏症、ストレスなどがあげられる。